# Fernanda Trías

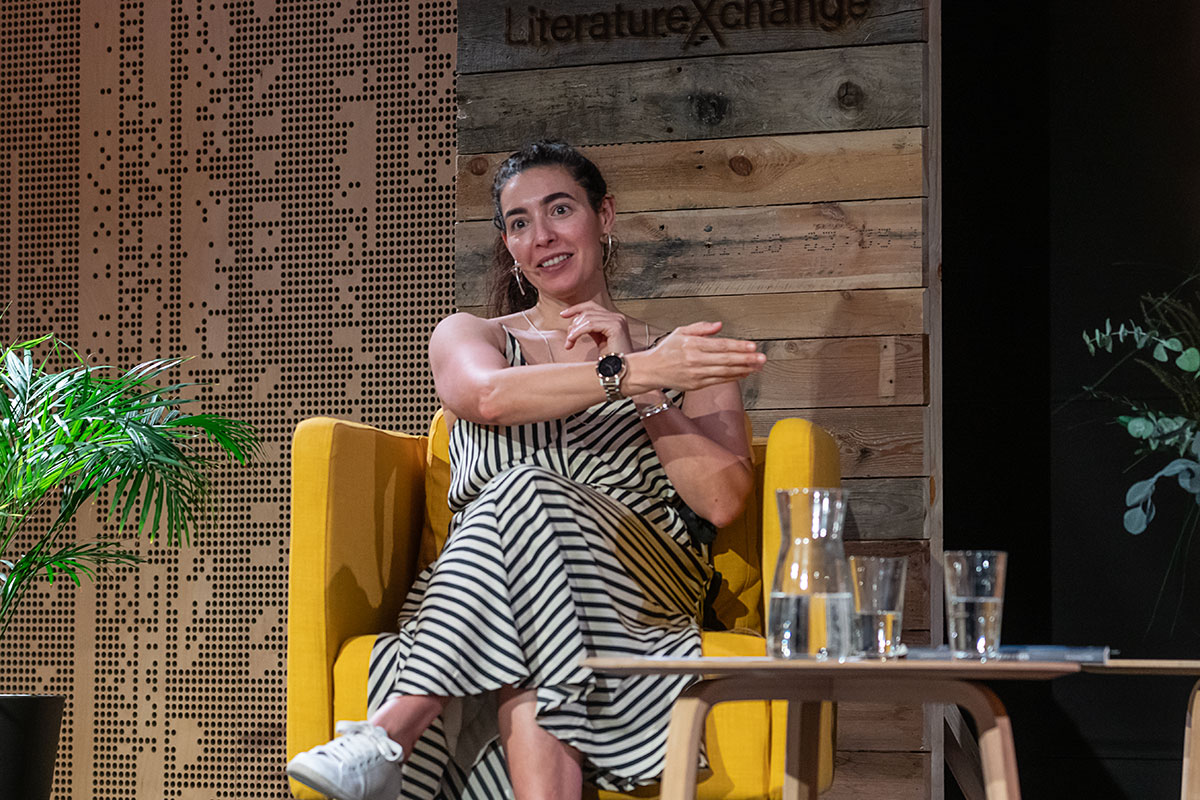
Fernanda Trías

Fernanda Trías (* 12. Oktober 1976 in Montevideo, Uruguay) ist eine uruguayische Schriftstellerin.

## Leben
Trías ist ausgebildete Englischlehrerin und vereidigte Übersetzerin. 2001 veröffentlichte sie ihren ersten Roman La azotea, für den sie im Folgejahr beim vom Uruguayischen Bildungs- und Kulturministerium veranstalteten Erzählkunstwettbewerb den Dritten Preis verliehen bekam. Ebenfalls 2002 erschien dann mit Cuaderno para un solo ojo bei Cauce Editorial ihr zweiter Roman. Trías Texte fanden auch im 2003 erschienenen El cuento uruguayo II, in den jeweils 2008 veröffentlichten El descontento y la promesa. Nueva/joven narrativa uruguaya und Esto no es una antología, sowie 2009 in Asamblea portátil. Muestrario de narradores iberoamericanos und 2010 in Neues vom Strom  Verwendung. Nachdem sie im Jahr 2005 das Unesco-Aschberg-Stipendium erhielt, übersiedelte sie nach Frankreich, wo sie auch heute lebt.
Für ihren Roman Mugre rosa wurde sie 2021 bei der Buchmesse von Guadalajara mit dem Premio Sor Juana Inés de la Cruz ausgezeichnet. Ihre Rede anlässlich der Preisverleihung widmete sie dem Klimawandel:

«Un terror que asume la forma en un punto difuso en el tiempo, después del cual no habrá retorno. Para evitar lo peor, las emisiones mundiales de dióxido de carbono tendrían que reducirse en un 45% antes del 2030, y actualmente los compromisos que asumieron los distintos países solo alcanzaría para disminuirlas en un 1%. Así las cosas, se estima que en menos de 80 años, el 74% de las regiones que hoy son habitadas por seres humanos se habrán convertido en entornos de enfermedades letales, todos datos de Naciones Unidas»

„Ein Terror in Form eines unbestimmten Zeitpunktes, nach dem es keine Umkehr geben wird. Um das Schlimmste zu vermeiden, müssten die weltweiten Emissionen von Kohlendioxid bis 2030 um 45% zurückgehen. Die aktuellen Verpflichtungen, zu denen sich verschiedene Länder bereit fanden, würden nur für eine Minderung um 1% reichen. So wie die Dinge liegen, werden in weniger als 80 Jahren 74% der Regionen, die heute von Menschen bewohnt werden, sich zu Zonen tödlicher Leiden wandeln, so die Daten der Vereinten Nationen.“

## Veröffentlichungen
- 2001: La azotea, Roman, Charco Press, ISBN 978-1913867102
- 2002: Cuaderno para un solo ojo, Roman, Cauce Editoral, ISBN 9789974763487
- 2020: Mugre rosa, Roman ISBN 978-84-397-3892-3
  - Rosa Schleim, Roman. Übersetzung Petra Strien. Berlin: Claassen, 2023